# 国际资本市场协会中心
國際資本市場協會中心 (或 ICMA中心) 是一座位於在英國伯克郡雷丁鎮的教育機構，其附屬於雷丁大學之下。 針對資本市場提供大學教育、研究生及博士研究。
ICMA中心在1991年藉由蘇黎士的國際資本市場協會(ICMA)與雷丁大學結盟，
系館為一座現代感十足的建築，於1998年3月時由歐洲投資銀行主席布萊恩啟用。
中心設施包括三座交易室，約50台路透社終端，約10台彭博終端，提供學生藉由模擬方式學習市場功能及應用理論。
兩座教學用講堂、數間小型教室、討論空間及咖啡廳。上層則為行政辦公室和教職員研究室，博士生研究室。